# Jedle makedonská
Jedle makedonská  (Abies borisii-regis) je jehličnatý strom z čeledi borovicovité, rostoucí v horách jihovýchodní Evropy.

## Popis
Stálezelený, jehličnatý strom, dorůstající 60 m. Koruna je široce kuželovitá, seshora nerovná a s klenutým vrcholem. Borka je hrubá a šedá. Pupeny jsou vejčitě kuželovité, hnědé. Letorosty jsou v mládí světle žluté, chlupaté. Jehlice jsou 2-3 cm dlouhé a 2-3 mm široké, hustě uspořádané, seshora rýhované a zelené, vespod se dvěma bílými proužky, na koncích ostré, někdy zaoblené či vroubkované. Šišky jsou válcovité až úzce kuželovité, 11-21 cm dlouhé a 3-4 cm široké, zpočátku zelené, později dozráváním červenohnědé. Semena jsou 12 mm dlouhá, s 20 mm dlouhým křídlem.

## Výskyt
Domovinou stromu je Bulharsko (pohoří Rodopy, pohoří Pirin), severní Řecko (poloostrov Peloponés), jižní Albánie, Severní Makedonie a Srbsko.

## Ekologie
Horský strom, rostoucí v nadmořských výškách 700-1700 m.
Jedle makedonská je nenáročná na světlo (dokáže růst na slunci, v polostínu i ve stínu) i na vodu, vyžaduje dobře odvodňované půdy a je mrazuvzdorná do −23 °C. S oblibou roste a tvoří smíšené lesy s borovicí rumelskou (Pinus peuce) a smrkem ztepilým (Picea abies).

## Galerie

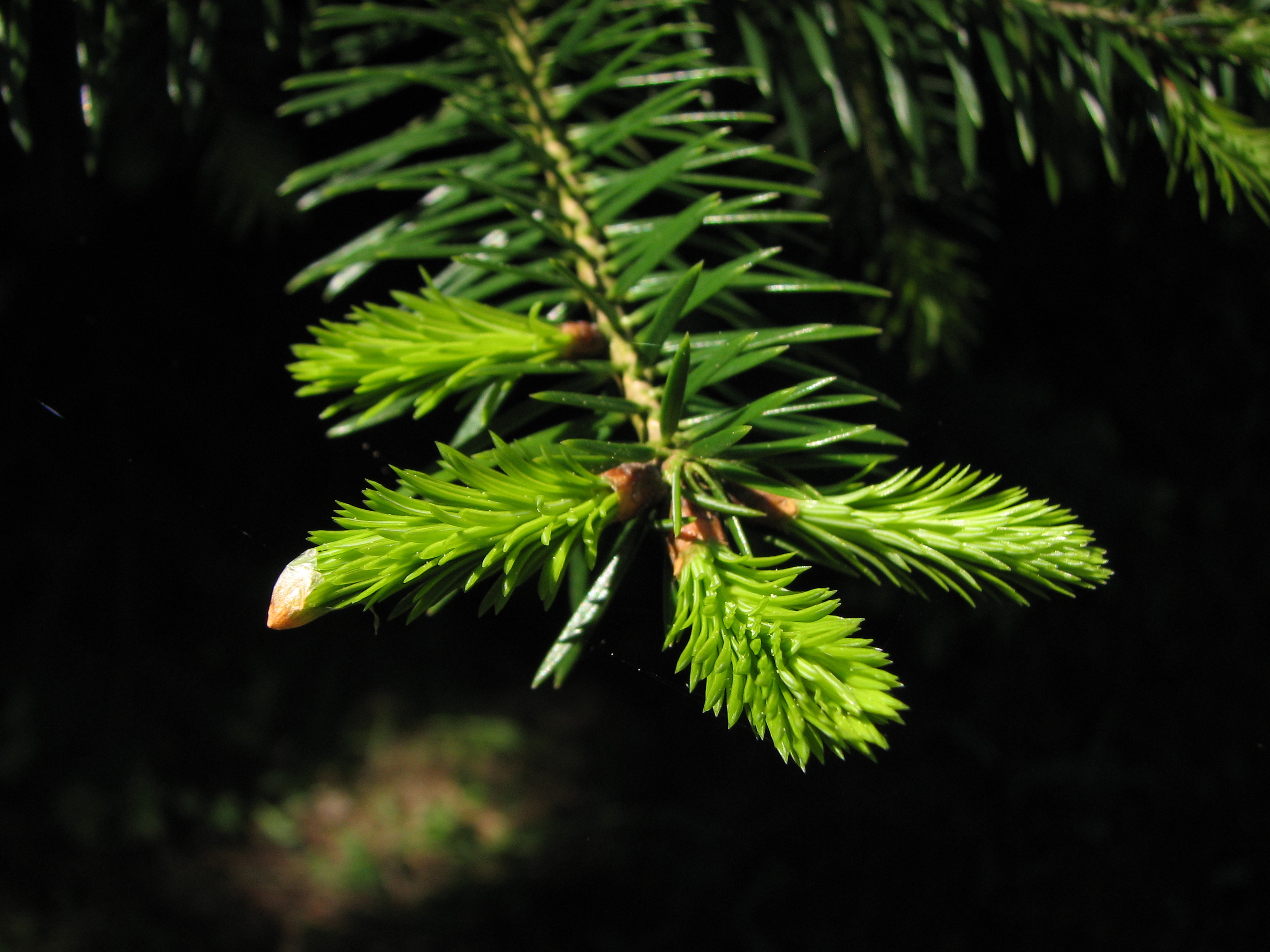
Jedle makedonská, jehlice na větvi.
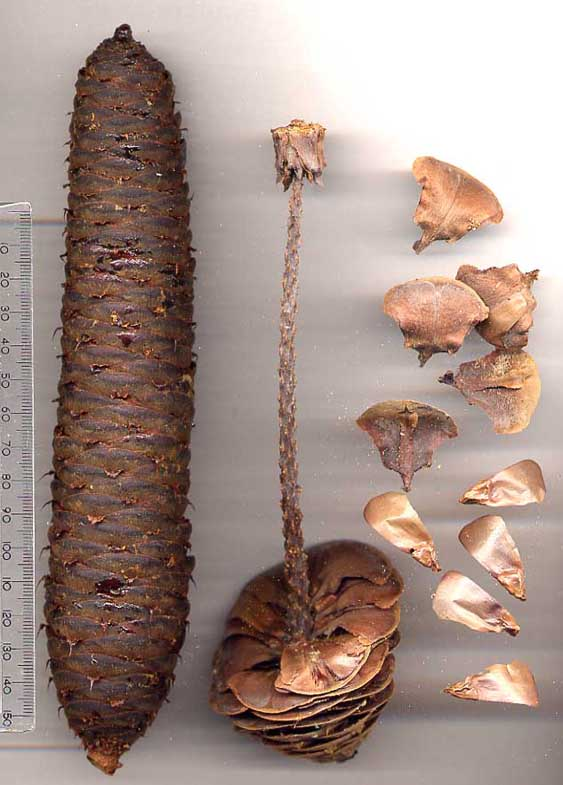
Jedle makedonská, zralá šiška, šupiny a semena, pohoří Pirin, Bulharsko.
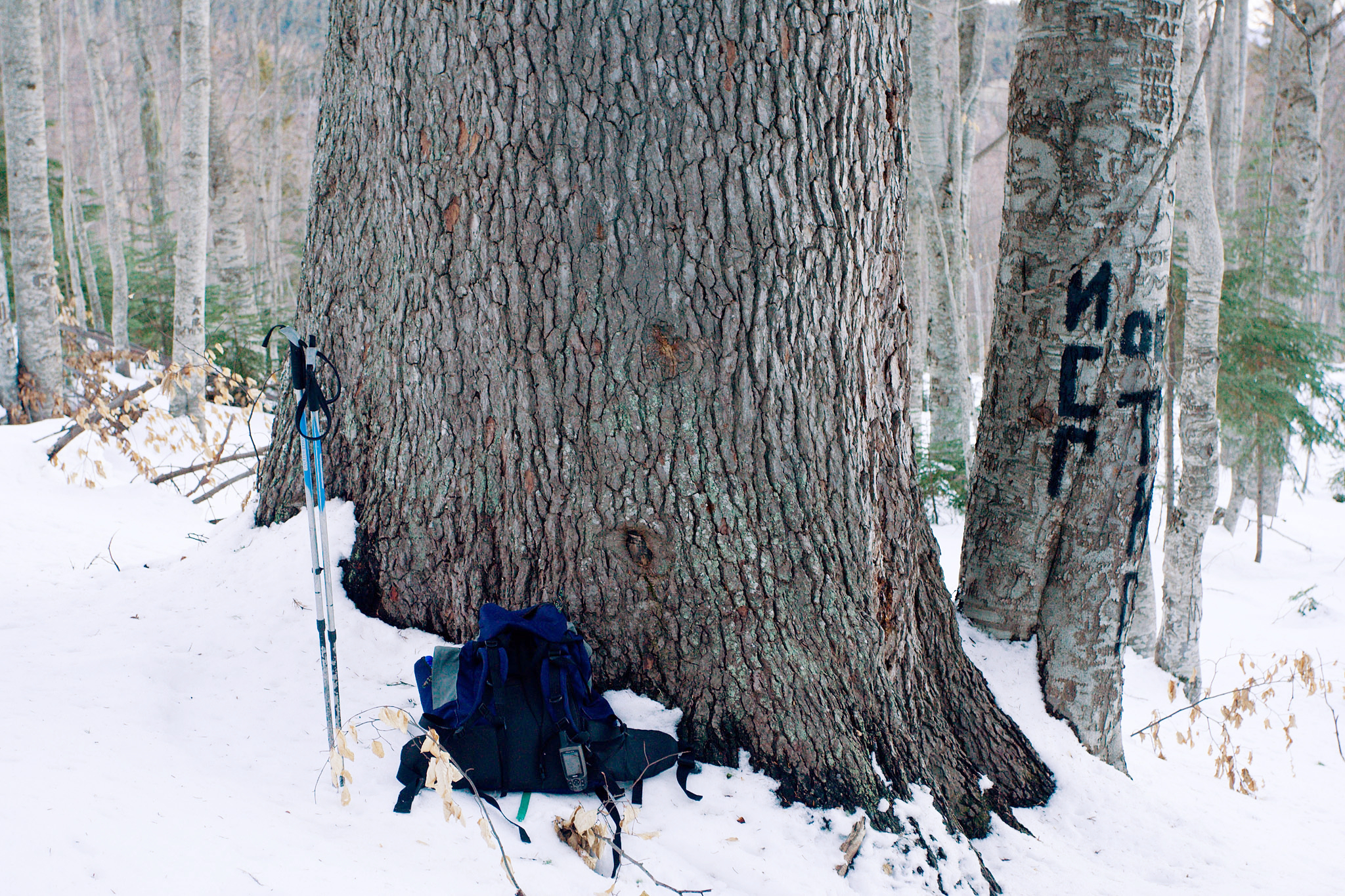
Jedle makedonská, borka, v pohoří Pirin, Bulharsko.
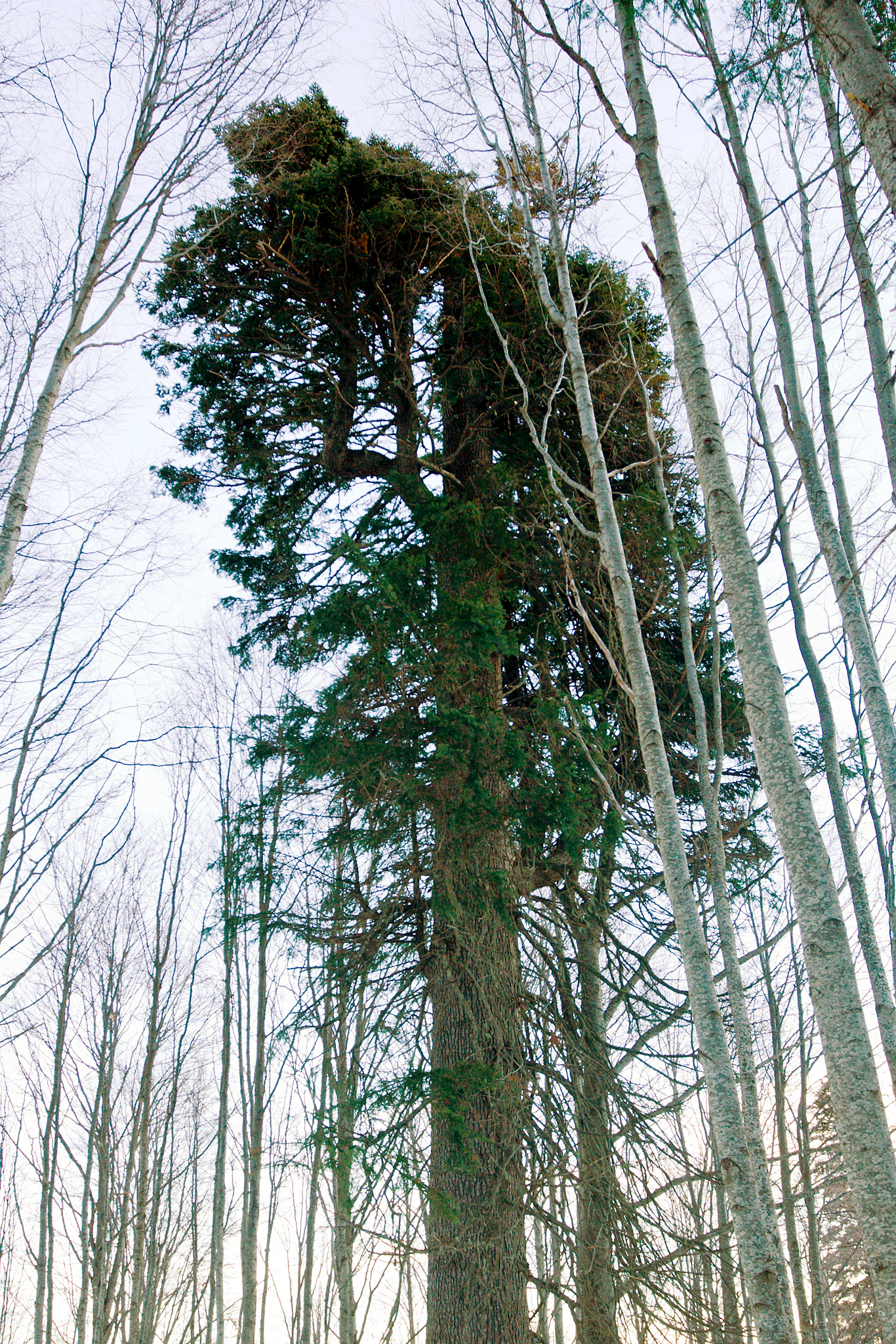
Jedle makedonská, velký strom, v pohoří Pirin, Bulharsko.